# Club Balonmano Alicante
Le Club Balonmano Alicante, également connu sous le nom de CB Calpisa ou CB Tecnisa/Tecnisán, était un club masculin de handball situé à Alicante en Espagne. 
Le club a connu son heure de gloire à la fin des années 1970 avec quatre Championnats d'Espagne, quatre Coupes du Roi et une Coupe d'Europe des vainqueurs de coupe en 1980.

## Palmarès
- Coupe des vainqueurs de coupe (C2)
  - Vainqueur (1) : 1980
- Coupe de l'IHF (C3)
  - Finaliste (1) : 1986
- Coupe des clubs champions (C1)
  - Demi-finaliste (1) : 1978

Compétitions nationales
- Championnat d'Espagne
  - Vainqueur (4) : 1975, 1976, 1977 et 1978
  - Vice-champion (2) : 1979 et 1980
- Vainqueur de la Coupe du Roi
  - Vainqueur (4) : 1975, 1976, 1977, 1980 et 1986
  - Finaliste (1) : 1979

## Personnalités liées au club
Parmi les joueurs ayant évolué au club, on trouve :
- Juan Francisco Alemany (es) : de 1983 à 1986
- Javier Cabanas (de) : de 1978 à 1982 et de 1985 à 1988
- Jørgen Gluver (en) : de 1985 à ?
- Časlav Grubić (de) : de 1983 à 1984
- Radivoje Krivokapić (de) : de 1983 à 1985 et de 1986 à 1987
- Juan Pedro de Miguel : jusqu'en 1980
- Dragan Mladenović : de ? à 1991
- Juan Francisco Muñoz Melo : de 1977 à 1981
- Pitiu Rochel (es) : jusqu'en 1977

Parmi les entraîneurs du club, on trouve :
- Miguel Roca Mas (de) : de 1974 à 1979
- César Argilés Blasco (de) : de 1985 à 1986